# Luz en el páramo
Luz en el páramo es una película venezolana de 1953 dirigida por Víctor Urruchúa. Participó en el Festival de Cine de Cannes de 1953, y posteriormente se estrenó en Caracas el 13 de enero de 1954 en los cines Metropolitano, Río, Acacias, Florida y España, así como en otros teatros de las ciudades de San Cristóbal y Maracaibo.

## Sinopsis
La película se sitúa con el advenimiento de la riqueza petrolera durante la dictadura de Juan Vicente Gómez. Narra la triste historia de una familia andina en una tierra que siempre les resultó dura, extraña. Sus vidas cambiarán cuando un prófugo político del temible castillo de Puerto Cabello llega hasta ellos, seguido muy de cerca por la brutal patrulla de los crueles policías o guardias llamados "chácharos", de Gómez.

## Reparto
- José Elías Moreno como José
- Carmen Montejo como Angela
- Hilda Vera como Julia
- Luis Salazar como Pedro María
- Ildemaro García
- Esteban Herrera como Arcadio
- Jorge «Che» Reyes como Zamarro
- Elvira Morla como Pastora
- David Peraza
- Gran Marcos